# Luszewo (osada leśna w powiecie ciechanowskim)
Luszewo – osada leśna w Polsce, położona w województwie mazowieckim, w powiecie ciechanowskim, w gminie Glinojeck.
W latach 1975–1998 miejscowość należała administracyjnie do województwa ciechanowskiego.